# Hendrik Duryn
Hendrik Duryn (ur. 8 października 1967 w Lipsku) – niemiecki aktor telewizyjny, teatralny, głosowy i filmowy, piosenkarz i kaskader.

## Życiorys

### Wczesne lata
Urodził się w Lipsku jako jeden z czterech synów pary nauczycieli - Charlotte i Siegfrieda Durynów. Ukończył studia na wydziale aktorskim Theaterhochschule 'Hans Otto' w Lipsku. Ponadto, trenował jako muzyk i kaskader. Od 1993 roku regularnie uczestniczył w różnych projektach teatralnych w Lipsku i Halle (Saale).

### Kariera
Debiutował na dużym ekranie w komedii romantycznej Parapetówka (Vorspiel, 1987). Wystąpił jako Oliver Kopp w 35 odcinkach telenoweli ARD Verbotene Liebe (Zakazana miłość, 1995–97). W 2003 roku przyjął rolę policjanta Franka Trabera w serialu kryminalnym RTL Kobra – oddział specjalny (Alarm für Cobra 11 – Die Autobahnpolizei), gdzie wcześniej wystąpił w dwóch odcinkach jako Gerry (1998) i w roli Klausa Wellera (2001). Wziął udział też w serialach: Rosamunde Pilcher, Katie Fforde i Inga Lindström, a także filmie telewizyjnym ZDF Dolina dzikich róż (Im Tal der wilden Rosen).
Zamieszkał w Lipsku z reżyserką Anne-Kathrin Gummich. Duryn zaadoptował jej córkę Ninę (ur. 1991).

## Filmografia

### Filmy fabularne
- 1987: Parapetówka (Vorspiel) jako Tom
- 1987: Vernehmung der Zeugen jako Erster Jugendlicher
- 2006: Hammer & Hart (TV) jako Hart
- 2010: Lot ku wolności (Westflug - Entführung aus Liebe, TV) jako Jürgen Treske
- 2013: Mein, Lover, sein Vater und ich (TV) jako Axel Hartmann

### Seriale TV
- 1995–97: Verbotene Liebe (Zakazana miłość) jako Oliver Kopp
- 1996: Tatort – Bei Auftritt Mord
- 1997: Tatort – Tödlicher Galopp
- 1997: Tatort – Der Tod spielt mit jako Mike
- 1998: Kobra – oddział specjalny (Alarm für Cobra 11 – Die Autobahnpolizei) jako Gerry
- 1998: Tatort – Tanz auf dem Hochseil jako Karim
- 1999: Klaun (Der Clown) jako De Bark
- 2001: Kobra – oddział specjalny (Alarm für Cobra 11 – Die Autobahnpolizei) jako Klaus Weller
- 2000: Telefon 110 (Polizeiruf 110 – Blutiges Eis) jako Gerald Oetzmann
- 2002: Tatort – Wolf im Schafspelz jako Maximilian Stadler
- 2003: Kobra – oddział specjalny (Alarm für Cobra 11 – Die Autobahnpolizei) jako policjant Frank Traber
- 2004: Telefon 110 (Polizeiruf 110 – Ein Bild von einem Mörder) jako Malte Brenner
- 2005: Kobra – oddział specjalny (Alarm für Cobra 11 – Die Autobahnpolizei) jako policjant Frank Traber
- 2006: Nasz Charly (Unser Charly) jako Marek Kessler
- 2012: Tatort – Kinderland jako Gerd Tremmel
- 2012–2013: Ostatni gliniarz (Der Letzte Bulle)
- 2013: Kobra – oddział specjalny (Alarm für Cobra 11 – Die Autobahnpolizei) jako dr Stefan Jensen
- 2009-2017: Nauczyciel (Der Lehrer) jako Stefan Vollmer